# Бикбулатов, Наиль Валеевич
Наи́ль Вале́евич Бикбула́тов (14 февраля 1931, Этбаево, Башкирская АССР — 18 апреля 1996, Уфа) — советский и российский этнограф, специалист по башкирской этнографии и декоративно-прикладному искусству.

## Образование и академические достижения
После окончания в 1947 г. педучилища учился на историческом факультете Башкирский государственный педагогический институт им. Тимирязева (ныне Уфимский университет науки и технологий).
Кандидатская диссертация «Декоративно-прикладное искусство башкир: декоративное ткачество, вышивка, аппликация» (1965, ИЭ АН СССР, научный руководитель Р. Г. Кузеев).

## Биография
Родился в деревне Этбаево в многодетной семье мусульмански образованного крестьянина. Отца в 1938 году репрессировали, когда Наилю исполнилось шесть лет. В трудные годы репрессий и Великой Отечественной войны работал и учился в школе.
В 1951—1957 был учителем, завучем, директором средней школы села Яныбаево Белокатайского района БашАССР.
В 1957—1978 — младший научный сотрудник, старший научный сотрудник, в 1978—1992 — заведующий отделом этнографии, в 1992—1996 ведущий научный сотрудник Института истории, языка и литературы Уфимского НЦ РАН.
Принимал участие в создании Музея археологии и этнографии в Уфе. Организовал и участвовал в 40 экспедициях. Под его руководством в отделе этнографии ИИЯЛ была создана богатейшая в регионе этнографическая картотека (более 10 тыс. единиц хранения).
Подготовил и опубликовал более 150 научных трудов по этнографии башкир и других народов региона и
более 10 монографий и фундаментальных научных статей в академических изданиях.
Н. В. Бикбулатов скончался 18 апреля 1996 г. после продолжительной болезни. Похоронен на родине в д. Ново-Соболево Аргаяшского района Челябинской области. В школьном краеведческом музее организована экспозиция, посвященная видному ученому — этнографу. В Центральном государственном историческом архиве РБ и Научном архиве УНЦ РАН созданы личные фонды Н. В. Бикбулатова.

## Сочинения
- (совм. с С. А. Авижанской, Р. Г. Кузеевым) Декоративно-приклад. искусство башкир. Уфа, 1964. 259 с.;
- совм. с С. Авижанской, Р. Кузеевым) Народное искусство башкир: Альбом. Уфа, 1968. 109 с.;
- Башкирский аул: Очерк общественной и культурной жизни. Уфа, 1969. 214 с.;
- (совм. с Р. Г. Кузеевым и С. Н. Шитовой) Декоративное творчество башкир. народа. Уфа, 1979. 226 с.;
- Система земледелия башкир в XIX — нач. XX в.; Пахот. орудия башкир в XIX — нач. XX в. // Хозяйство и культура башкир в XIX — нач. XX в. М., 1979. С. 45-61;
- Башкирская система родства. М., 1981. 124 с.;
- (совм. с Ф. Ф. Фатыховой) Становление и развитие этнографической науки // В научном поиске: к 50-летию Ин-та истории, языка и литературы. Уфа, 1982;
- Шариат и обычай в наследовании и разделе имущества у башкир // Исследования по исторической этнографии Башкирии. Уфа, 1984. С. 29-46;
- Этноним башкорт // Башкир. этнонимия. Уфа, 1987. С. 29-48; (совм. с В. В. Пименовым) Башкиры // Народы мира: историко-этнограф. справочник. М.,1988. С.93;
- Башкиры // Семейный быт народов СССР. М., 1990; С. 199—211;
- (совм. с Ф. Ф. Фатыховой). Семейный быт башкир. XIX—XX вв. М., 1991. 189 с.;
- Урбанизация населения Башкирии // Вопросы этнографии городского населения Башкортостана. Уфа, 1992. С. 17-36;
- Башкиры: краткий этноисторический справочник. Уфа, 1995. 35 с.;
- (совм. с Р. М. Юсуповым, С. Н. Шитовой, Ф. Ф. Фатыховой) Башкиры. Этнич. история и традиц. культура. Уфа, 2002.247 с.;

## Комментарии
1. ↑  Деревня Этбаево[1].